# Mujeres en la guerra de Afganistán (1978-1992)
Las mujeres en la guerra de Afganistán (1978-1992) desempeñaron una diversidad de funciones.

## Mujeres en el ejército
Al menos 20.000 mujeres fueron reclutadas como personal de apoyo por el ejército soviético durante la guerra, trabajando en funciones como enfermeras de campo, administradoras y fiscales militares. Al menos 56 soviéticas murieron durante la guerra, aunque se desconoce el número real de víctimas femeninas ya que la Unión Soviética no las contabilizó oficialmente. En 2006, el gobierno ruso aprobó una ley que declaraba que los civiles que trabajaban en Afganistán no tenían derecho a los beneficios de guerra.
Durante los años de guerra, las mujeres lograron numerosos hitos en el ejército afgano. En 1983, Khatool Mohammadzai se convirtió en la primera mujer del país en recibir entrenamiento como paracaidista. Sin embargo, se le negaron puestos de combate, por lo que sirvió como instructora entrenando soldados para roles de paracaidistas y comandos durante la guerra. En 1989, Latifa Nabizada y su hermana Laliuma se convirtieron en las dos primeras mujeres piloto en unirse a la escuela militar afgana en la Fuerza Aérea Afgana, siendo finalmente admitidas después de haberles sido negada la admisión en varias ocasiones por "razones médicas". Varias afganas alcanzaron prominencia por sus papeles en combate, como Bibi Ayesha, una caudillo que luchó contra la invasión soviética.
Varias mujeres también participaron en las unidades paramilitares irregulares y milicias populares de Defensa de la Revolución creadas por el gobierno comunista de Afganistán después de la Revolución de Saur de 1978, armadas por el gobierno y empleadas para proteger infraestructura sensible y mantener el orden público. Sin embargo, casi toda mención de la NODR desapareció después de la invasión soviética de Afganistán en diciembre de 1979, posiblemente porque los soviéticos consideraron que un cuerpo de grupos armados irregulares poco responsables era indeseable durante su ocupación.

## Los derechos de las mujeres durante la guerra

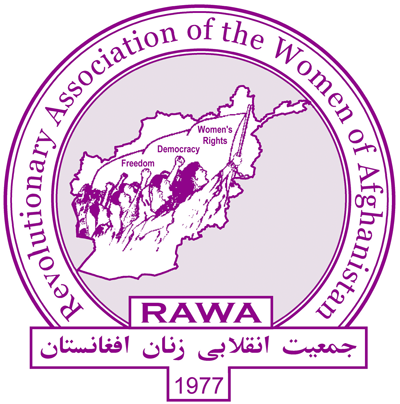
Logotipo de la Asociación Revolucionaria de Mujeres de Afganistán

Durante la guerra, el gobierno apoyado por los soviéticos hizo una serie de intentos de modernizar la situación de los derechos de las mujeres en Afganistán, incluyendo la concesión de derechos laborales iguales y la obligatoriedad de la educación para las niñas. En 1988, las mujeres representaban el 40 por ciento de los médicos y el 60 por ciento de los profesores de la Universidad de Kabul, 440.000 estudiantes mujeres estaban matriculadas en diferentes instituciones educativas y 80.000 más en programas de alfabetización.
El Consejo de Mujeres Afganas (AWC) fue una organización de la República Democrática de Afganistán (1978-1987) y de la República de Afganistán (entre 1987 y 1992) que proporcionaba servicios sociales a las mujeres de Afganistán, luchaba contra el analfabetismo y ofrecía formación profesional. Muchos temían que el AWC fuera sacrificado en las conversaciones de reconciliación nacional que comenzaron en 1987.
Sin embargo, a pesar de los esfuerzos nominales soviéticos para promover los derechos de las mujeres durante la guerra, las mujeres todavía enfrentaban niveles intensos de discriminación y violencia, incluyendo asesinatos de civiles y violaciones por parte de las tropas soviéticas, y el final de la guerra y el posterior colapso de la República Democrática de Afganistán llevaron a una intensa reacción contra los derechos de las mujeres.
La Asociación Revolucionaria de Mujeres de Afganistán fue fundada en 1977 por Meena Keshwar Kamal, una activista estudiantil afgana, y comenzó una campaña contra las fuerzas soviéticas y el gobierno de Afganistán apoyado por los soviéticos después de la invasión. Kamal fue asesinada en 1987 en Quetta, Pakistán, posiblemente por el Servicio de Inteligencia Afgano KHAD o por órdenes del líder fundamentalista muyahidín Gulbuddin Hekmatyar.
Las mujeres refugiadas a menudo se enfrentaban a importantes problemas de discriminación, especialmente porque algunos campos de refugiados estaban controlados de facto por muyahidines fundamentalistas.

## Mujeres de otras nacionalidades
La socialité y diplomática estadounidense Joanne Herring, que contó con una larga asociación y relaciones políticas con el presidente de Pakistán Muhammad Zia-ul-Haq durante la década de 1980, fue una figura destacada en la creación del apoyo de los Estados Unidos a los muyahidines durante la guerra.
En 1988, la periodista británica Christina Lamb fue galardonada como Periodista Joven del Año por su cobertura de la ocupación soviética de Afganistán.